# Javier Porto
Javier González Porto, conocido por su nombre artístico de Javier Porto (Madrid, 1960-Madrid, marzo de 2025) fue un fotógrafo español callejero y autodidacta. Participó activamente en la movida madrileña, en la Sala Rock-Ola.

## Biografía
Javier Porto nació en Madrid (1960). Tiempo después, emigró junto a su familia a Alemania. Desde donde regresó a Madrid, a finales de la década de los años 70, para inmortalizar el movimiento cultural conocido comno la movida madrileña.
En Madrid, tuvo la oportunidad de fotografíar a un buen número de personajes conocidos en aquel momento: Alaska, Pedro Almodovar, Carlos y Jorge Berlanga, Bernardo Bonezzi, Chus Burés, Tino Casal, Paloma Chamorro, Luis Escobar Kirkpatrick, Luis García Berlanga, Jaime Gorospe, Carmen Maura, Fabio McNamara, Vicente Molina Foix, Armando Montesinos, África Ordiñana, May Paredes, Jaime Urrutia, Luis Alberto de Villena, Blanca Sánchez Berciano, entre otros. A través de sus fotografías Porto pretendía destacar la fugacidad del momento, la conciencia de que cada momento es irrepetible a la vista de que los cambios vertiginosos que se estaban produciendo pedían a gritos que alguien los congelara en el tiempo. Su cámara se convirtió en el instrumento ppara entender la realidad circundante y hacerla suya.
En una de las exposiciones del galerista Fernando Vijande, Porto conoció a dos de sus maestros: Andy Warhol y Robert Mapplethorpe. Y decidió aceptar la invitación de Mapplethorpe de trasladarse a Nueva York, para trabajar como su asistente. Durante los cuatro años en los que permaneció en Nueva York, Porto se codeó con los artistas más icónicos del movimiento pop, que luego se han convertido en mitos: Keith Haring, Grace Jones, Susan Sontang, entre otros. Allí Porto aprendió mucho de Mapplethorpe sobre la fotografía, que fue perfeccionando sin perder prescura.
De  regreso a España, Porto tuvo una vida más retirada y esquiva, apartada de los focos y la fama. En esta última etapa de su producción destacan retratos de diversos artistas: Juan Barjola, Juan Bordes, Rafael Canogar, Martín Chirino, Lucio Muñoz, Pelayo Ortega, Antón Patiño, Guillermo Pérez Villalta, Bernardi Roig, Darío Villalba, entre otros.
Javier participó activamente y fue uno de los impulsores de El roco de la Complu. Un movimiento social cultural y deportivo que sucedió en la Universidad Complutense de Madrid, en donde Porto siguió repartiendo lecciones de fotografía, música y sobre todo de vida. Dejando un recuerdo imborrable en varias generaciones de universitarios y escaladores.
Javier falleció en Madrid, a finales de marzo de 2025.